# Mniobryum brevisetum
Mniobryum brevisetum là một loài rêu trong họ Bryaceae. Loài này được Reichardt mô tả khoa học đầu tiên năm 1870.